# Удав кайкоський
Удав кайкоський (Tropidophis greenwayi) — неотруйна змія з роду Земляний удав родини Земляні удави. Має 2 підвиди.

## Опис
Загальна довжина досягає 38 см. Спостерігається статевий диморфізм — самці більші за самиць. Голова стиснута з боків, морда сильно витягнута. Очі круглі та опуклі. Зіниці вертикальні. Тулуб стрункий, кремезний. Забарвлення темно—сіре, трохи коричнювате або бурувате. З боків проходить білі смуги, які переходять на черево, яке має кремовий колір.

## Спосіб життя
Полюбляє скелясті вапнякові ділянки. Активний вночі. Харчується анолісами та геконами.
Це живородна змія. Дорослі самці досягають статевої зрілості при довжині 22,5 см, самки при 25-26,5 см.

## Розповсюдження
Мешкає на островах Кайкос у групі Багамських островів.

## Підвиди
- Tropidophis greenwayi greenwayi
- Tropidophis greenwayi lanthanus